# Лавров Олександр Іванович
Лавров Олександр Іванович (рос. Лавров Александр Иванович) — радянський та український художник-мультиплікатор. Член Національної спілки кінематографістів України.

## Біографічні відомості
Народ. 17 серпня 1936 р. у с. Дергаєво Московської обл. в родині робітника.
Закінчив художній факультет Всесоюзного державного інституту кінематографії (1960).
З 1961 р. працює у Творчому об'єднанні художньої мультиплікації Київської студії науково-популярних фільмів асистентом режисера і асистентом художника-постановника, художником-постановником і мультиплікатором.

## Фільмографія
- «Веснянка» (1961, асистент режисера у співавт.)

Оформив анімаційні фільми:
- «Супутниця королеви» (1962)
- «Заєць і їжак» (1962, у співавт.)
- «Непосида, М'якуш і Нетак» (1963)
- «Невмивака» (1964, у співавт.)
- «Микита Кожум'яка» (1965, у співавт.)
- «Ведмедик і той, що у річці живе» (1966)
- «Розпатланий горобець» (1968)
- «Пригоди козака Енея», «Містерія-буф» (1969)
- «Кит і кіт» (1969)
- «Як козак щастя шукав» (1969)
- «Казка про доброго носорога» (1970)
- «Котигорошко» (1970)
- «Як козаки у футбол грали» (1970)
- «День восьмий, або перший урок мислення» (1971)
- «Тигреня в чайнику» (1972)
- «А ви, друзі, як не сідайте…» (1972)
- «Братик Кролик та братик Лис» (1972)
- «Зубна билиця» (1972)
- «Була у слона мрія» (1973)
- «Парасолька на риболовлі» (1973, у співавт.)
- «У світі пернатих» (1974, у співавт.)
- «Хлопчик з вуздечкою» (1974)
- «Півник і сонечко» (1974)
- «Обережно — нерви!» (1975)
- «Пригоди капітана Врунгеля» (1976—1979)
- «Казка про Івана, пана та злидні» (1977)
- «Як песик і кошеня мили підлогу» (1977)
- «Як козаки олімпійцями стали» (1978)
- «Каїнові сльози» (1981)
- «…І сестра їх Либідь» (1981)
- «Сімейний марафон» (1981)
- «Савушкін, який не вірив у чудеса» (1983)
- «Твій люблячий друг» (1984)
- «Лікар Айболить» (1984—1985)
- «Іванко та воронячий цар»
- «Дівчинка та зайці» (1985)
- «Острів скарбів» (1986—1988)
- «Пісочний годинник» (1987)
- «Три Паньки» (1989)
- «Тривога в лісі» (1990)
- «Було скучно...» (1991)
- «Війна яблук та гусені» (2004)
- «Чарівний горох» (2008)
- «Бабай» (2014) та ін.